# Marie-Thérèse Ledóchowska
Pour les autres membres de la famille, voir Famille Ledóchowska.
Marie-Thérèse Ledóchowska (Loosdorf, 29 avril 1863 - Rome, 6 juillet 1922) est une religieuse polonaise fondatrice des Sœurs missionnaires de saint Pierre Claver.

## Biographie
Issue d'une famille d'aristocrates d'origine polonaise de 7 enfants, Maria-Teresa Ledóchowska fut, en même temps que son père qui en mourut, atteinte à l'âge de 22 ans du typhus, qui la défigura, mais elle en serait sortie transfigurée au sens spirituel. Elle parfait sa convalescence à Salzbourg, en tant que dame d’honneur de la grande-duchesse de Toscane Alice de Bourbon-Parme, expérience qui renforce son cheminement intérieur.
La révélation lui serait venue de la lecture d'une conférence du cardinal Lavigerie, traitant de l’esclavage en Afrique et de la croisade en faveur de son abolition, véritable appel aux femmes d’Europe qui ont le don de l'écriture, de le  mettre au service de cette cause. Elle s'y consacre si bien que les dons affluent. Elle édite alors sa propre revue, L’Écho d’Afrique, puis, avec l'aide des jésuites viennois, elle ébauche une association dont l'entreprise sera bénie par le pape Léon XIII qui la reçoit en audience le 29 avril 1894, jour de son anniversaire. Ainsi seront fondées les Sœurs missionnaires de saint Pierre Claver, du nom d'un saint jésuite espagnol qui a consacré sa vie à secourir les esclaves au XVIe siècle. C'est elle notamment qui fournit les fonds au serviteur de Dieu Antonio Maria Roveggio pour construire un bateau sur le Nil afin de partir s'occuper des esclaves soudanais et d'évangéliser le Soudan du Sud.
Son dévouement spirituel et son activité débordante à la cause des noirs lui valurent le surnom de mère de l'Afrique. Elle a été béatifiée par Paul VI le 19 octobre 1975, au cours de la Journée mondiale des Missions.
Sa communauté est implantée aujourd'hui dans vingt-deux pays, sur tous les continents.
Elle est la sœur aînée de sainte Urszula Ledóchowska et du supérieur général des jésuites de 1915 à 1942, Włodzimierz Ledóchowski, et la nièce du cardinal Mieczysław Ledóchowski.